# Cucullia minor
Cucullia minor är en fjärilsart som beskrevs av Barnes och Mcdunnough 1913. Cucullia minor ingår i släktet Cucullia och familjen nattflyn. Inga underarter finns listade i Catalogue of Life.